# E.E. Richardson
E.E. Richardson är en brittisk författare och känd som något av en enstöring. Hon fick sin första roman Djävulens fotspår publicerad vid tjugo års ålder 2005 och har sedan dess skrivit många skräck- och fantasyböcker för ungdomar. Hennes senaste bok Under the Skin är hennes första vuxenbok. I Richardsons böcker ses magi och andra övernaturligheter ofta som en naturlig del av vår värld. Hon har en kandidatexamen i "Cybernetics and Virtual Worlds", ett ämne som hon medger inte varit till mycket nytta, men låter imponerande.

## Böcker
- The Devil's Footsteps (2005) (svenska: Djävulens fotspår)
- The Intruders (2006) (svenska: Inkräktarna)
- L'escalier du diable (2006)
- Devil for Sale (2007)
- The Summoning (2007)
- The Soul Trade (2009)
- Grave Dirt (2008) (svenska: Gravjord)
- Black Bones (2010) (svenska: Svarta ben)
- The Curse Box (2012)
- Djävulsstatyn (2012)
- Under the Skin (2013)
- Disturbed Earth (2015)
- Spirit Animals (2016)
- Ritual Crime Unit (2022)